# Culcasia orientalis
Culcasia orientalis är en kallaväxtart som beskrevs av Simon Joseph Mayo. Culcasia orientalis ingår i släktet Culcasia och familjen kallaväxter. IUCN kategoriserar arten globalt som otillräckligt studerad. Inga underarter finns listade.